# 573

## Родени
- Абу Бакр, мюсюлмански халиф